# Прапор Сирового
Прапор Сирового — символ села Сирове, Первомайського району Миколаївської області. Затверджений 29 вересня 2006 року рішенням сесії Сирівської сільської ради.
Автор — А. Гречило.

## Опис
Квадратне полотнище, що складається з двох горизотнальних смуг — верхньої синьої (завширшки в 1/3 сторони прапора), на якій сім жовтих 5-променевих зірок у два ряди (4 над 3), та нижньої червоної, на якій білий журавель із розгорнутими крильми.

## Значення символів
Сюжет із журавлем і зірками взято з гімну села, в якому Сирове порівнюється з клином журавлів, а земля названа «зоряною». Зірки також вказують на відзначених високими орденами земляків.